# رود پرا
رود پرا (انگلیسی: Pra) یک رودخانه در استان ریازان کشور روسیه است.